# Erysiphe valerianae
Erysiphe valerianae är en svampart som först beskrevs av Arthur Louis Arthurovic de Jaczewski, och fick sitt nu gällande namn av S. Blumer 1933. Erysiphe valerianae ingår i släktet Erysiphe och familjen Erysiphaceae.  Arten är reproducerande i Sverige. Inga underarter finns listade i Catalogue of Life.